# Femme de Peñón
La Femme de Peñón est le nom d'un squelette humain fossile découvert en 1959 dans la région de Mexico, au Mexique. Il est daté d'environ 12 700 ans avant le présent, ce qui en fait l'un des plus anciens fossiles humains connus à ce jour sur le continent américain.

## Historique
Le crâne et le squelette presque complet de la Femme de Peñón furent découverts en 1959 dans la région de Mexico. Les ossements prirent place dans la collection des 27 premiers squelettes humains préhistoriques du musée national d'anthropologie de Mexico.

## Situation
La Femme de Peñón est morte au bord d'un lac qui occupait la plaine sur laquelle s'étend maintenant la banlieue de Mexico.

## Description
Le crâne parfaitement conservé a appartenu à une femme d'environ 25 ans.

## Datation
Ne pouvant à l'origine être daté précisément faute de techniques adaptées, le fossile fut considéré comme âgé d'environ 5 000 ans.
Silvia González, une archéologue mexicaine travaillant à l'université de Liverpool John-Moores et responsable de l'équipe de recherche, indiquait en 2006 : « Le musée a compris que ces restes humains avaient une valeur historique et significative mais ils n'avaient pas été scientifiquement datés ». Aussi décida-t-elle de faire analyser de petits échantillons d'os provenant de cinq squelettes anciens découverts au Mexique (dont ceux de la Femme de Peñón, de l'Homme de Chimalhuacán et de l'Homme du métro Balderas), en utilisant les dernières techniques de datation par le carbone 14. Le laboratoire de recherche de l'université d'Oxford et le département d'archéologie de l'université de Liverpool John Moores ont daté le crâne de la Femme de Peñón à environ 12 700 ans avant le présent.